# Weronika Mars
Weronika Mars (oryg. Veronica Mars) – amerykański serial kryminalny dla młodzieży, którego twórcą jest Rob Thomas. Premiera pierwszego sezonu odbyła się 22 września 2004 roku w telewizji UPN. Ostatni odcinek trzeciej serii został wyemitowany 22 maja 2007 roku przez stację The CW. Od 26 lipca 2019 roku na platformie Hulu emitowano czwarty, finałowy sezon serialu.
Akcja serialu rozgrywa się w fikcyjnym miasteczku Neptune, położonym w południowej Kalifornii. Tytułowa bohaterka, grana przez Kristen Bell, jest uczennicą liceum, która pomaga ojcu w prowadzeniu biura detektywistycznego, a jednocześnie samodzielnie rozwiązuje sprawy na zlecenie kolegów ze szkoły.
W Polsce prawa do serialu wykupiła stacja TVN. Emisja pierwszego sezonu trwała od 5 lutego do 6 marca 2007 roku. Drugi sezon miał premierę 7 marca i był emitowany do 5 kwietnia 2007 roku. Trzecia seria pojawiła się w Polsce 1 lutego 2008 roku.
W czasie emisji pierwszego sezonu w Stanach Zjednoczonych każdy z 22 odcinków oglądało średnio 2,5 miliona widzów. Serial zdobył m.in. dwie nominacje do Nagród Satelita, cztery nominacje do nagród Saturn oraz pięć nominacji do Teen Choice Awards.
W Polsce serial nie został wydany na DVD. Na nośnikach ukazał się m.in. w Stanach Zjednoczonych, Kanadzie i Hiszpanii.
W 2014 roku powstała kontynuacja filmowa serialu pod tym samym tytułem. Pięć lat później, na platformie Hulu, wyemitowano czwarty sezon, który liczył osiem odcinków.

## Obsada
Źródło::
- Kristen Bell – Weronika Mars (2004–2019)
- Percy Daggs – Wallace Fennel (2004–2019)
- Jason Dohring – Logan Echolls (2004–2019)
- Francis Capra – Eli "Weevil" Navarro (2004–2019)
- Teddy Dunn – Duncan Kane (2004–2006)
- Ryan Hansen – Dick Casablancas (2004–2019)
- Tessa Thompson – Jackie Cook (2005–2006)
- Kyle Gallner – Cassidy "Beaver" Casablancas (2005–2006)
- Tina Majorino – Cindy "Mac" Mackenzie (2004–2007)
- Enrico Colantoni – Keith Mars (2004–2019)
- Michael Muhney – szeryf Don Lamb (2004–2007)
- Harry Hamlin – Aaron Echolls (2004–2006)
- Sydney Tamiia Poitier – Mallory Dent (2004–2005)
- Charisma Carpenter – Kendall Casablancas (2005–2006)
- Amanda Noret – Madison Sinclair (2004–2007)
- Krysten Ritter – Gia Goodman (2005–2006)

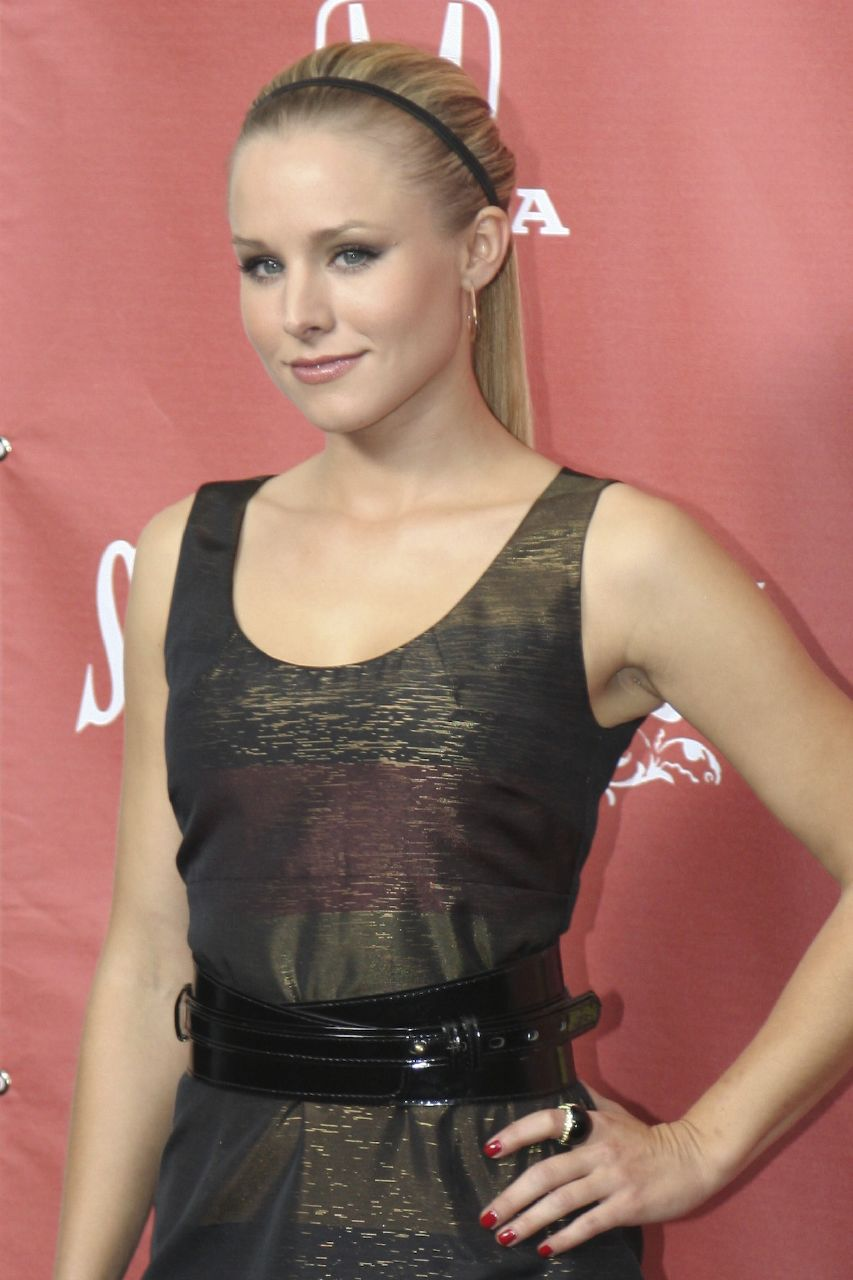
Kristen Bell jako Weronika Mars
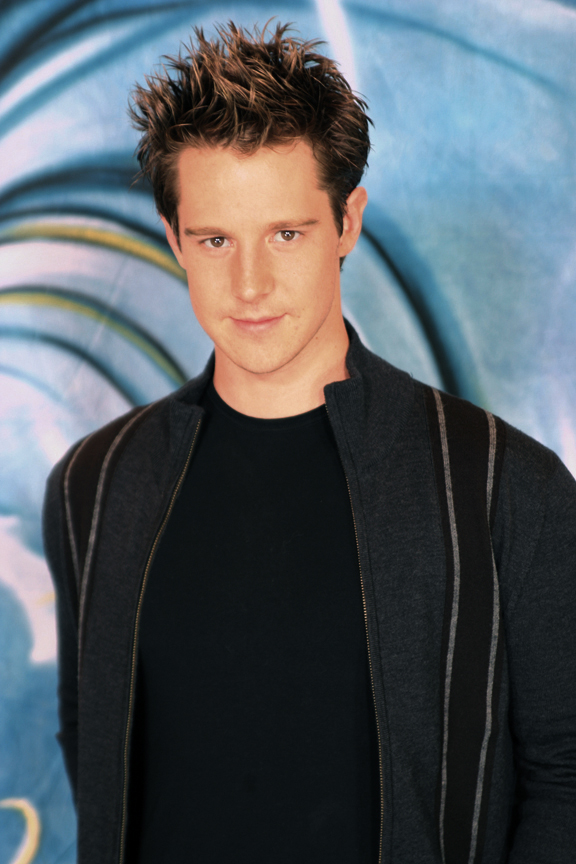
Jason Dohring jako Logan Echolls
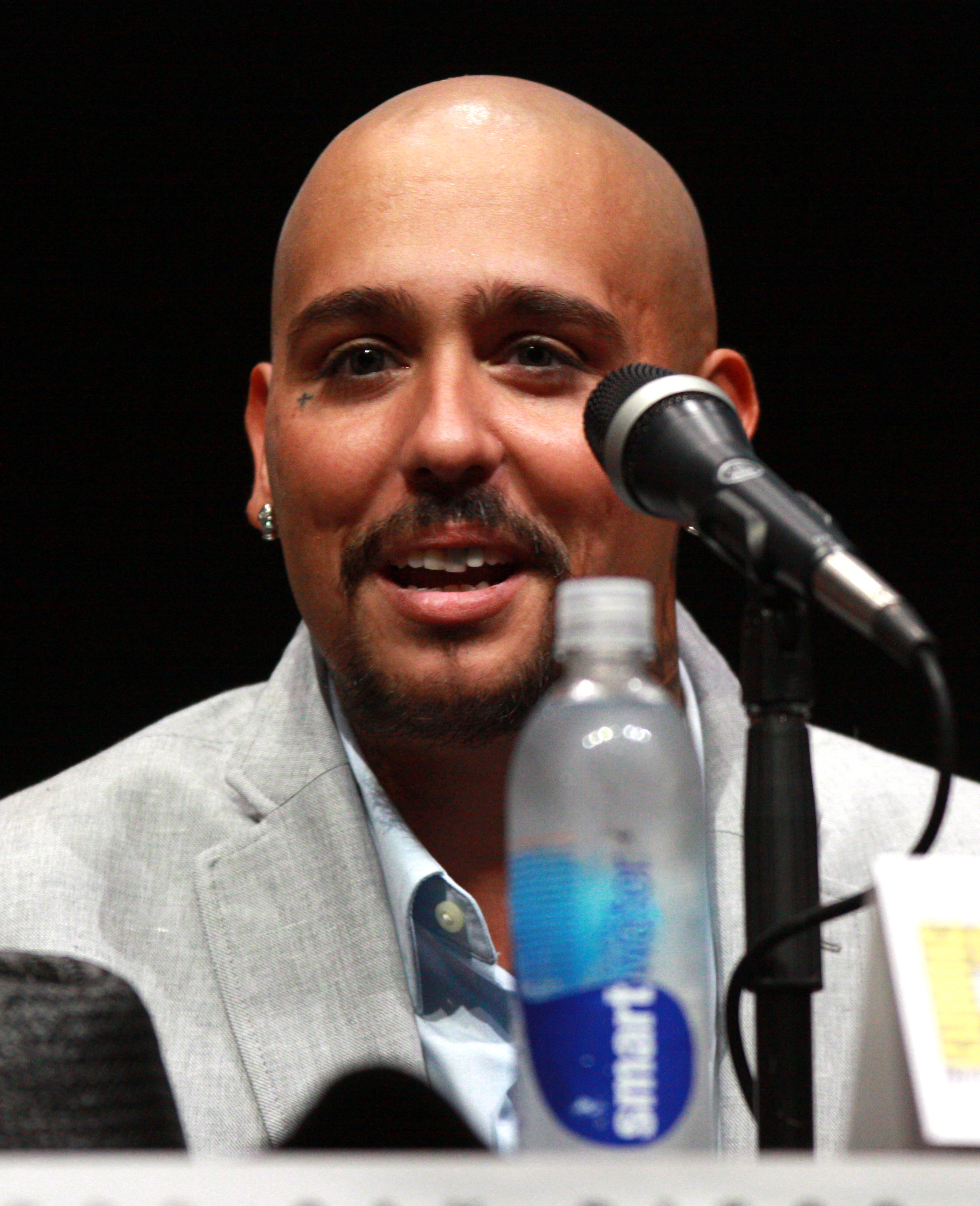
Francis Capra jako Eli 'Weevil' Navarro
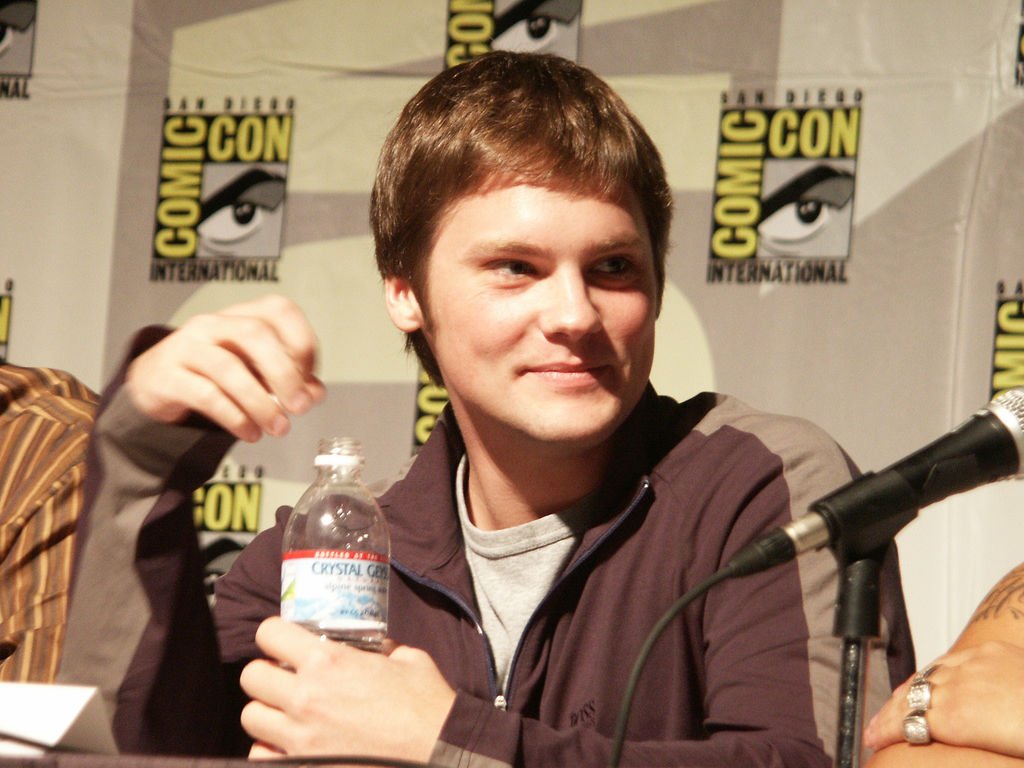
Teddy Dunn jako Duncan Kane
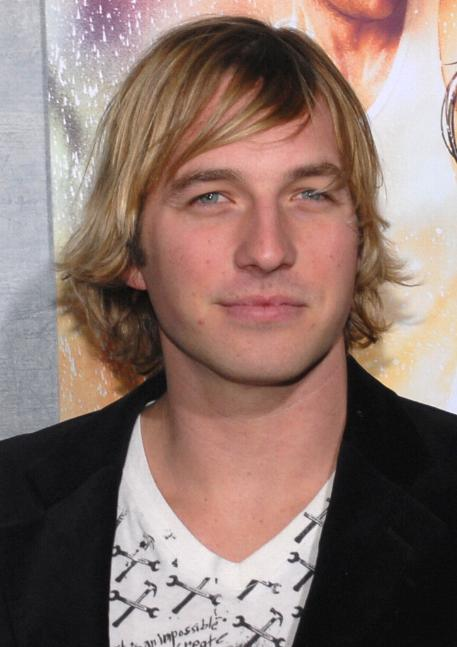
Ryan Hansen jako Dick Casablancas
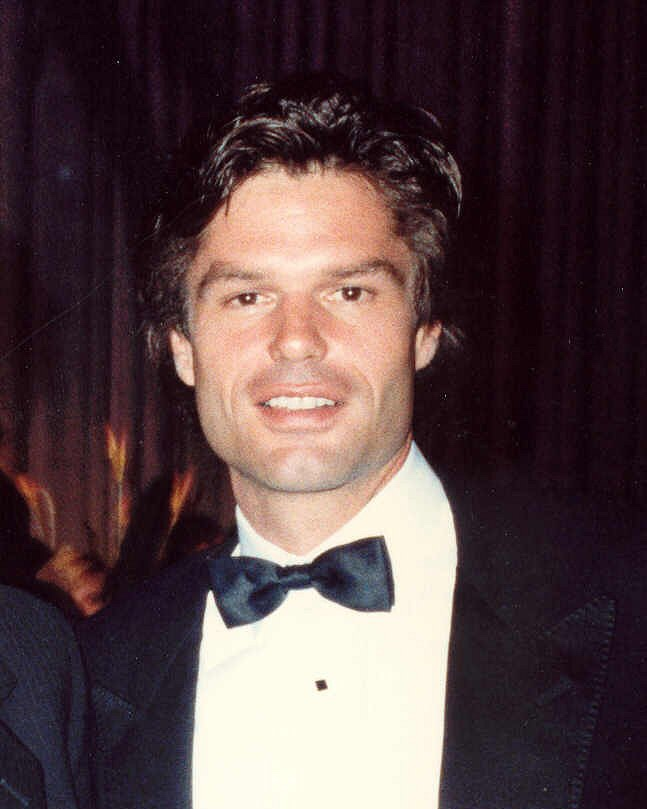
Harry Hamlin jako Aaron Echolls
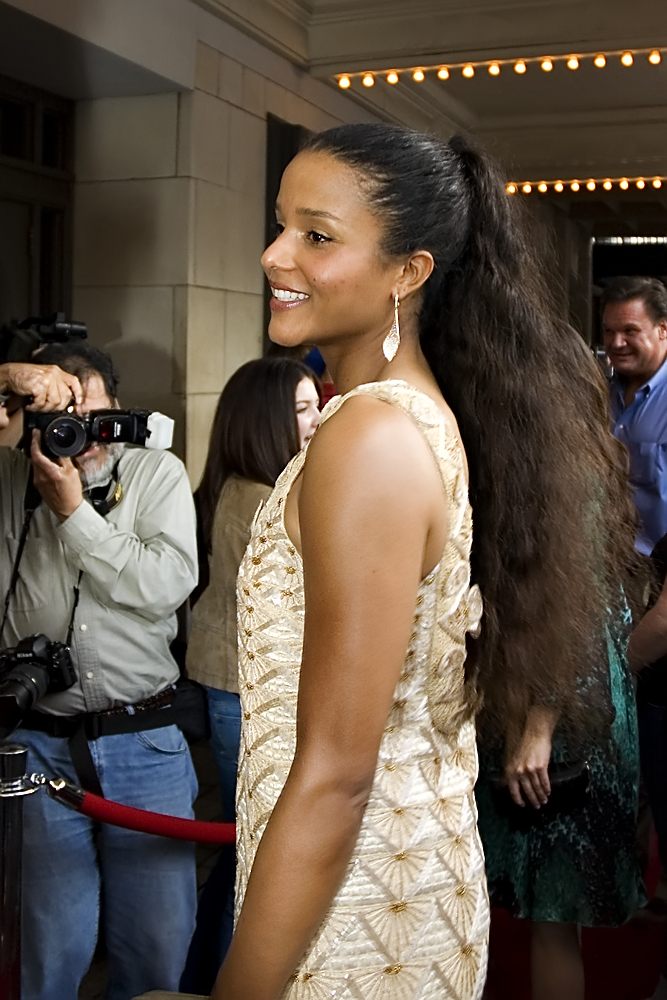
Sydney Tamiia Poitier jako Mallory Dent
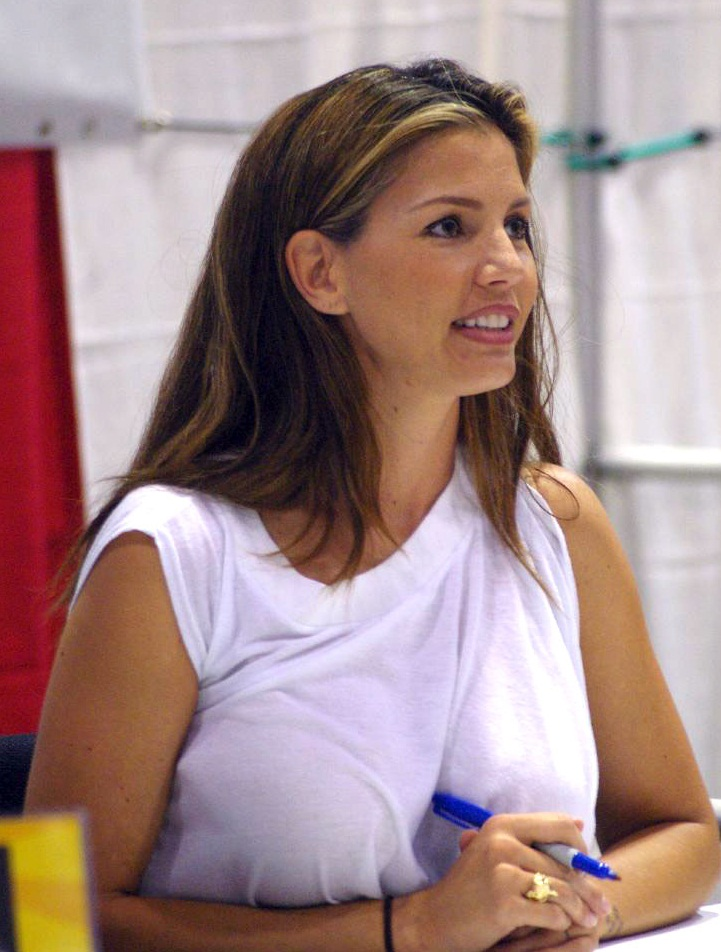
Charisma Carpenter jako Kendall Casablancas

## Bohaterowie

### Weronika Mars
Weronika Mars (Kristen Bell) – główna bohaterka serialu. Jest córką Keitha i Lianne Mars. Po śmierci najlepszej przyjaciółki oraz odejściu matki zaczęła wraz z ojcem – byłym szeryfem – prowadzić agencję detektywistyczną.
Weronika miała trudności w Neptune High School, do którego uczęszczała. Powodem były kontrowersyjne decyzje jej ojca w ostatnich dniach sprawowania urzędu szeryfa, co skutkowało jej wykluczeniem i wyśmiewaniem przez rówieśników. Dodatkowo była krytykowana przez dawne koleżanki z powodu związku z Duncanem Kane'em, bratem zamordowanej Lily Kane.
Mimo niechęci ze strony wielu uczniów, Weronika często pomagała im w rozwiązywaniu problemów, pobierając za to wynagrodzenie. Zajmowała się m.in. zbieraniem dowodów niewierności partnerów, poszukiwaniem zaginionych zwierząt oraz osób. W jednym z odcinków pomogła nawet wicedyrektorowi szkoły, Vanowi Clemmonsowi, w odzyskaniu szkolnej papugi.
Mars odziedziczyła po ojcu umiejętność logicznego myślenia i potrafiła rozwiązywać sprawy nawet przy braku bezpośrednich dowodów, opierając się na dedukcji.
Weronika Mars doświadczyła wielu traumatycznych wydarzeń. W pierwszej klasie liceum padła ofiarą gwałtu podczas imprezy urodzinowej. Pod koniec roku szkolnego zamordowano jej najlepszą przyjaciółkę, Lily Kane. Jej ojciec został pozbawiony stanowiska szeryfa hrabstwa, a matka opuściła rodzinę, zmagając się z uzależnieniem od alkoholu. Mimo tych trudnych doświadczeń Weronika zachowała pogodne usposobienie.
W trzecim sezonie bohaterka studiuje na uniwersytecie Hearst, najprawdopodobniej kryminologię lub psychologię. W połowie roku dowiaduje się o przyjęciu na letni staż w FBI, co było jej marzeniem.

### Keith Mars
Keith Mars (Enrico Colantoni) – ojciec Weroniki, były mąż Lianne Mars. Prywatny detektyw w mieście Neptune i były szeryf hrabstwa. Gdy zamordowano córkę miliardera Jake’a Kane’a, właściciela firmy komputerowej, Keith publicznie oskarżył go o dokonanie zabójstwa. Po ujawnieniu prawdziwego sprawcy został pozbawiony stanowiska szeryfa. Następnie otworzył prywatne biuro detektywistyczne, które prowadził aż do końca trzeciego sezonu. Po śmierci Dona Lamba tymczasowo powrócił na stanowisko szeryfa hrabstwa.
Mars został również oskarżony o zniszczenie dowodów w sprawie kradzieży w domu rodziny Kane’ów, co doprowadziło do przedterminowych wyborów szeryfa. Wykorzystał to Vinnie Van Lowe – drugi detektyw działający w mieście, powiązany z lokalnymi dilerami narkotyków – który również ubiegał się o stanowisko szeryfa, stając się poważnym konkurentem Keitha.
Keith Mars znany jest z poczucia humoru i często żartuje w rozmowach z córką. Ma również talent kulinarny – to on najczęściej gotuje w domu Marsów.

## Fabuła

### Sezon 1
Weronika Mars (Kristen Bell) to 17-letnia uczennica liceum w fikcyjnym miasteczku Neptune w Kalifornii. Jest córką miejscowego szeryfa, Keitha Marsa (Enrico Colantoni). Jej życie ulega drastycznej zmianie po śmierci najlepszej przyjaciółki, Lily Kane (Amanda Seyfried), siostry jej chłopaka, Duncana Kane'a (Teddy Dunn).
Keith Mars, podejrzewając o morderstwo Jake’a Kane’a, ojca Lily i wpływowego mieszkańca Neptune, zostaje pozbawiony stanowiska szeryfa. W konsekwencji cała rodzina Marsów zostaje objęta ostracyzmem. Weronika traci przyjaciół, a Duncan zrywa z nią kontakt. Niedługo później jej matka opuszcza rodzinę.
Po utracie pracy Keith zakłada prywatne biuro detektywistyczne. Weronika pomaga ojcu w prowadzeniu śledztw, a równocześnie rozwiązuje własne sprawy na zlecenie uczniów i nauczycieli ze szkoły. W działaniach wspierają ją nowi przyjaciele: Wallace Fennel (Percy Daggs III), Eli „Weevil” Navarro (Francis Capra) oraz Cindy „Mac” Mackenzie (Tina Majorino).
Rok po śmierci Lily Weronika wznawia prywatne śledztwo w sprawie jej morderstwa. W trakcie dochodzenia odkrywa nowe dowody i powiązania między śmiercią przyjaciółki, zniknięciem matki a rozstaniem z Duncanem. Równocześnie próbuje ustalić tożsamość sprawcy gwałtu, którego padła ofiarą podczas imprezy szkolnej, oraz rozpoczyna poszukiwania swojej matki.

### Sezon 2
W drugim sezonie serialu Weronika Mars pojawiają się nowe wątki fabularne. Logan Echolls (Jason Dohring) nawiązuje relację z Hannah (Jessy Schram), znacznie młodszą od siebie córką kluczowego świadka w sprawie prowadzonej przeciwko niemu. Zeznania ojca Hannah mogą doprowadzić do skazania Logana. Związek kończy się jednak szybko.
Jednym z głównych wątków kryminalnych sezonu jest sprawa morderstwa mężczyzny, na którego dłoni widnieje napis „Weronika Mars”. Śledztwo w tej sprawie stanowi istotny element fabuły.
Finał sezonu przynosi rozwiązanie zagadki katastrofy autobusu szkolnego. Okazuje się, że za zamach odpowiada Cassidy „Beaver” Casablancas (Kyle Gallner). Wychodzi również na jaw, że to on zgwałcił Weronikę oraz próbował ją zabić. Po ujawnieniu prawdy Cassidy popełnia samobójstwo, skacząc z dachu hotelu.
W ostatnim odcinku sezonu Weronika i Logan godzą się i odnawiają swój związek. Sezon kończy się sceną na lotnisku, gdzie Weronika czeka na ojca, z którym miała udać się na wakacje. Keith Mars jednak nie pojawia się na miejscu.

### Sezon 3
Trzeci sezon serialu Weronika Mars koncentruje się na śledztwie w sprawie serii gwałtów na terenie Uniwersytetu Hearst, gdzie studiuje Weronika wraz z Loganem Echollsem, Cindy „Mac” Mackenzie oraz Wallace'em Fennelem. Weronika i Logan są nadal w związku.
W trakcie sezonu szeryf Don Lamb ginie, a Keith Mars, ojciec Weroniki, przejmuje jego stanowisko. Równolegle prowadzone jest śledztwo w sprawie morderstwa dziekana O'Della.
Weronika rozstaje się z Loganem po tym, jak dowiaduje się o jego romansie z Madison Sinclair (Amanda Noret) podczas ferii zimowych. Niedługo później nawiązuje relację ze Stoshem „Pizem” Piznarskim (Chris Lowell). Logan, będąc w związku z Parker Lee (Julie Gonzalo), nadal darzy Weronikę uczuciem.
Główna bohaterka zdaje egzamin na prywatnego detektywa i otrzymuje propozycję letniego stażu w FBI, co budzi obawy Piza o przyszłość ich związku.
W jednym z odcinków pojawia się wątek intymnego nagrania Weroniki i Piza, które trafia do internetu bez ich zgody. Logan, błędnie oskarżając Piza o jego upublicznienie, atakuje go fizycznie. Po ujawnieniu tożsamości faktycznego sprawcy Logan konfrontuje się z nim, częściowo odzyskując zaufanie Weroniki.
Równolegle trwa kampania wyborcza na stanowisko szeryfa hrabstwa. Keith Mars konkuruje z Vinnie’em Van Lowem (Ken Marino), który zdobywa popularność dzięki kontrowersyjnym obietnicom wyborczym. Pozycja Keitha zostaje zagrożona, gdy pojawia się podejrzenie, że zniszczył dowód w postaci nagrania pokazującego Weronikę włamującą się do posiadłości rodziny Kane’ów.
Sezon kończy się sceną, w której Weronika oddaje głos w wyborach na szeryfa, obserwując plakaty wyborcze Vinnie’ego Van Lowe’a rozwieszone na ulicach miasta.

## Odcinki
| Sezon | Sezon | Odcinki | Oryginalna emisja   | Oryginalna emisja | Oryginalna emisja     | Oryginalna emisja | Oryginalna emisja |
| Sezon | Sezon | Odcinki | Premiera sezonu     | Finał sezonu      | Produkcja             | Premiera sezonu   | Finał sezonu      |
| ----- | ----- | ------- | ------------------- | ----------------- | --------------------- | ----------------- | ----------------- |
|       | 1     | 22      | 22 września 2004    | 10 maja 2005      | UPN                   | 5 lutego 2007     | 6 marca 2007      |
|       | 2     | 22      | 28 września 2005    | 9 maja 2006       | UPN                   | 7 marca 2007      | 5 kwietnia 2007   |
|       | 3     | 20      | 3 października 2006 | 22 maja 2007      | The CW                | 1 lutego 2008     | 28 lutego 2008    |
|       | film  | film    | 14 maja 2014        | 14 maja 2014      | Warner Bros. Pictures | 14 maja 2014      | 14 maja 2014      |
|       | 4     | 8       | 19 lipca 2019       | 19 lipca 2019     | Hulu                  |                   |                   |

## Nagrody i nominacje
- 2006 – Nagroda Saturn – wygrana: Kristen Bell – najlepsza aktorka w serialu lub filmie telewizyjnym;
- 2006 – Satellite Award – nominacja: Kristen Bell – najlepsza aktorka w serialu.